# Austrolimnophila cyatheti
Austrolimnophila cyatheti är en tvåvingeart som först beskrevs av Edwards 1923.  Austrolimnophila cyatheti ingår i släktet Austrolimnophila och familjen småharkrankar. Inga underarter finns listade i Catalogue of Life.